# Академічне веслування на літніх Олімпійських іграх 2024 — парні четвірки (чоловіки)
Змагання з академічного веслування в парних четвірках серед чоловіків на літніх Олімпійських іграх 2024 року тривають з 27 по 31 липня на Національному олімпійському морському стадіоні Іль-де-Франс у Вер-сюр-Марні. Змагаються 36 веслувальників (9 четвірок) з 9 країн.

## Розклад
Змагання тривають шість днів. 
Вказано центральноєвропейський літній час (UTC+2)
| Дата                     | Час   | Раунд             |
| ------------------------ | ----- | ----------------- |
| Субота, 27 липня 2024    | 12:30 | Попередні запливи |
| Понеділок, 29 липня 2024 | 11:20 | Втішні запливи    |
| Середа, 31 липня 2024    | 12:02 | Фінал B           |
| Середа, 31 липня 2024    | 12:26 | Фінал A           |

## Результати

### Попередні запливи
Перші три човни з кожного запливу кваліфікувалися до півфіналів, а решта - потрапили до втішного запливу.

#### Заплив 1
| Місце | Доріжка | Веслувальники                                                                   | Країна                | Час     | Нотатки |
| ----- | ------- | ------------------------------------------------------------------------------- | --------------------- | ------- | ------- |
| 1     | 5       | Леннарт ван Ліроп Фінн Флорейн Тоні Вітен Кун Метсемакерс                       | Нідерланди (NED)      | 5:41.69 | Q       |
| 2     | 2       | Томас Баррас Каллум Діксон Меттью Гейвуд Ґрем Томас                             | Велика Британія (GBR) | 5:44.82 | Q       |
| 3     | 3       | Антон Фінґер Макс Аппель Тім Оле Наске Моріц Вольфф                             | Німеччина (GER)       | 5:46.90 | В       |
| 4     | 1       | Крістоффер Брун Оскар Стабе Гельвіґ Йонас Слеттемарк Юель Ерік Андре Сольбаккен | Норвегія (NOR)        | 5:50.48 | В       |
| 5     | 4       | Леонтін Нуцеску Андрей Лунгу Флорін Богдан Хородістяну Йоан Прундяну            | Румунія (ROM)         | 5:51.14 | В       |

#### Заплив 2
| Місце | Доріжка | Веслувальники                                                    | Країна          | Час     | Нотатки |
| ----- | ------- | ---------------------------------------------------------------- | --------------- | ------- | ------- |
| 1     | 2       | Ніколо Каруччі Лука Рамбальді Джакомо Джентілі Андреа Паніцца    | Італія (ITA)    | 5:43.31 | Q       |
| 2     | 4       | Фабіан Баранський Матеуш Біскуп Домінік Чая Мірослав Зентарський | Польща (POL)    | 5:44.39 | Q       |
| 3     | 3       | Домінік Кондро Ян Йонаг Плок Скотт Барлошер Морін Ланґе          | Швейцарія (SUI) | 5:49.50 | В       |
| 4     | 1       | Тону Ендрексон Міхаїл Куштейн Йоганн Поолак Аллар Рая            | Естонія (EST)   | 5:52.04 | В       |

### Втішний заплив
Човни, що посіли перші два місця, виходять до фіналу A, а решта — потрапляють до фіналу B і не претендують на медалі.
| Місце | Доріжка | Веслувальники                                                                   | Країна          | Час     | Нотатки |
| ----- | ------- | ------------------------------------------------------------------------------- | --------------- | ------- | ------- |
| 1     | 2       | Антон Фінґер Макс Аппель Тім Оле Наске Моріц Вольфф                             | Німеччина (GER) | 5:52.39 | FA      |
| 2     | 3       | Домінік Кондро Ян Йонаг Плок Скотт Барлошер Морін Ланґе                         | Швейцарія (SUI) | 5:52.55 | FA      |
| 3     | 4       | Крістоффер Брун Оскар Стабе Гельвіґ Йонас Слеттемарк Юель Ерік Андре Сольбаккен | Норвегія (NOR)  | 5:53.13 | FB      |
| 4     | 1       | Тону Ендрексон Міхаїл Куштейн Йоганн Поолак Аллар Рая                           | Естонія (EST)   | 5:55.74 | FB      |
| 5     | 5       | Леонтін Нуцеску Андрей Лунгу Флорін Богдан Хородістяну Йоан Прундяну            | Румунія (ROM)   | 5:56.32 | FB      |

### Фінальна частина

#### Фінал B
| Місце | Доріжка | Веслувальник                                                                    | Країна         | Час     | Нотатки |
| ----- | ------- | ------------------------------------------------------------------------------- | -------------- | ------- | ------- |
| 7     | 3       | Тону Ендрексон Міхаїл Куштейн Йоганн Поолак Аллар Рая                           | Естонія (EST)  | 5:50.55 |         |
| 8     | 2       | Крістоффер Брун Оскар Стабе Гельвіґ Йонас Слеттемарк Юель Ерік Андре Сольбаккен | Норвегія (NOR) | 5:51.88 |         |
| 9     | 1       | Леонтін Нуцеску Андрей Лунгу Флорін Богдан Хородістяну Йоан Прундяну            | Румунія (ROM)  | 5:54.77 |         |

#### Фінал A
| Місце | Доріжка | Веслувальник                                                     | Країна                | Час     | Нотатки |
| ----- | ------- | ---------------------------------------------------------------- | --------------------- | ------- | ------- |
| 1     | 4       | Леннарт ван Ліроп Фінн Флорейн Тоні Вітен Кун Метсемакерс        | Нідерланди (NED)      | 5:42.00 |         |
| 2     | 3       | Лука К'юменто Лука Рамбальді Джакомо Джентілі Андреа Паніцца     | Італія (ITA)          | 5:44.40 |         |
| 3     | 5       | Фабіан Баранський Матеуш Біскуп Домінік Чая Мірослав Зентарський | Польща (POL)          | 5:44.59 |         |
| 4     | 2       | Том Баррас Каллум Діксон Метт Гейвуд Ґрем Томас                  | Велика Британія (GBR) | 5:46.51 |         |
| 5     | 6       | Антон Фінґер Макс Аппель Тім Оле Наске Моріц Вольфф              | Німеччина (GER)       | 5:50.62 |         |
| 6     | 1       | Домінік Кондро Ян Йонаг Плок Скотт Барлошер Морін Ланґе          | Швейцарія (SUI)       | 5:58.04 |         |